# Valley (Nebraska)
Pour les articles homonymes, voir Valley.
Valley est une ville américaine située dans le Comté de Douglas, au Nebraska. Selon le recensement de 2010, sa population est de 1 875 habitants.